# Lorin Grignon
Lorin David Grignon (* 24. März 1904 in Bayfield County, Wisconsin, Vereinigte Staaten; † 6. Mai 1967 in Reno, Nevada) war ein US-amerikanischer Tontechniker und Oscar-Preisträger.

## Leben und Wirken
Über Grignons Herkunft und Werdegang ist kaum etwas bekannt. Offensichtlich kam er bereits früh aus seinem Heimatstaat Wisconsin nach Kalifornien, wo er bereits in der Volkserhebung von 1920 (zunächst in Marin, später in Los Angeles) nachweisbar ist. Nach seiner Ausbildung zum Tontechniker gehörte Grignon viele Jahre lang der Technikabteilung und damit dem Stab der Twentieth Century Fox an und entwickelte dort in Zusammenarbeit mit Kollegen das CinemaScope-Verfahren. Dafür erhielt er 1954 gemeinsam mit dem Franzosen Henri Chrétien und seinen Centfox-Kollegen Earl Sponable, Sol Halprin, Herbert Bragg und Carl Faulkner einen Technik-Oscar. Als direkt an einem Film beteiligter Tontechniker ist Grignon lediglich 1943 bei dem Kriegsfilm Guadalkanal – die Hölle im Pazifik nachzuweisen. Über das rein Filmische hinaus war Grignon auch an weiteren Erfindungen bzw. Entwicklungen beteiligt und besaß mehrere Patente. Überdies publizierte er auch Schriften zu Fragen der Tontechnik.